# Positive Strike (Band)
Positive Strike ist eine Hardcore-Punk-Band aus Castrop-Rauxel.

## Geschichte
Gegründet wurde Positive Strike 2003 von Benjamin Werner (Gesang), Michael Hahn (Schlagzeug), Daniel Horstkötter (Gitarre) und Christoph Babetzki (Bass) zunächst unter dem Namen NO STAKES TOO HIGH, welcher aber bald durch den aktuellen Bandnamen ersetzt wurde. Inspiriert durch Hardcore-Punk-Bands der 1980er und 1990er Jahre, setzt die Band vor allem auf energetische Live-Shows. 2004 verließ Michael Hahn die Band aus persönlichen Gründen und wurde durch Simon Werner ersetzt. 2010 musste Christoph Babetzki die Band ebenfalls aus persönlichen Gründen verlassen und wurde durch Thomas Wehrmann ersetzt.
Seit 2002 wurden bereits drei Demos (Eigenvertrieb) und eine LP (Positive Strike; erschienen auf Horror Business Records) veröffentlicht. 
Seit der Gründung wurden ca. 100 Live-Konzerte gespielt, u. a. mit namhaften Bands wie Have Heart, Verse, Another  Breath, The  Promise, Common Enemy, Vitamin X und AYS (Against Your Society). 
Nach 2011 wurden nur noch geringe Aktivitäten der Band verzeichnet, aufgelöst hat sie sich jedoch bis heute nicht.

## Diskografie
- 2004: Demo (Eigenproduktion und Eigenvertrieb)
- 2005: Ruhrpott Hardcore (aufgenommen im Trimax Studio, Wuppertal)
- 2006: Breakout!! (Major Threat Distribution)
- 2010: Positive Strike (Horror Business Records)